# Chasseur nocturne
Pour les articles homonymes, voir Chasse de nuit.

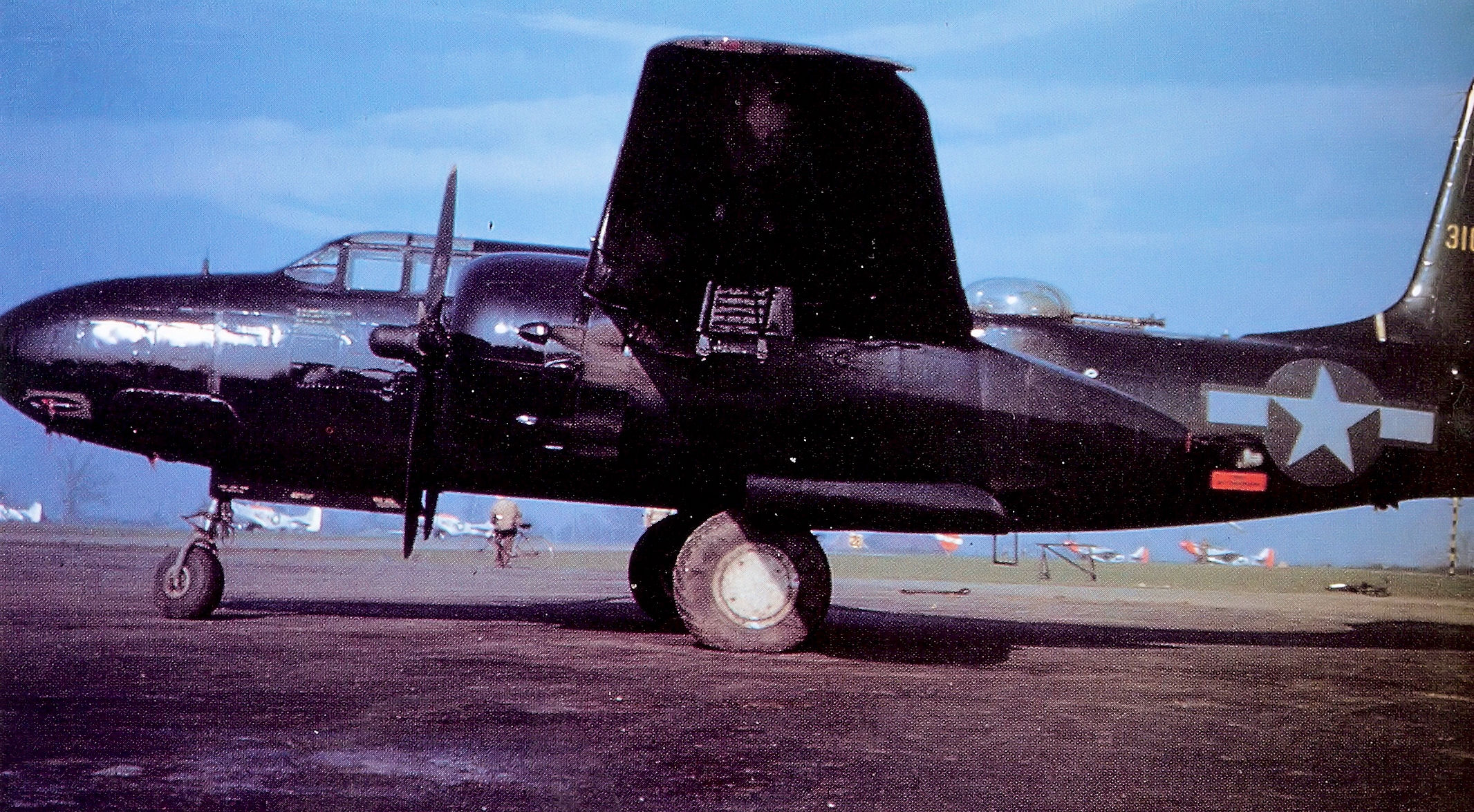
Un Douglas A-20 Havoc de la 9e force aérienne des États-Unis avec ses couleurs de chasseur nocturne en 1944.

Un chasseur de nuit est un avion de chasse destiné aux opérations d'interceptions de nuit. Avant son apparition, les défenses anti-aériennes nocturnes n'étaient constituées que de canons anti-aériens, de projecteurs et de mesures passives comme le black-out. Développé pour contrer les raids des bombardiers de nuit, le chasseur de nuit a un rôle spécifique qui nécessite une technologie embarquée particulière au fur et à mesure de l'évolution de la guerre. Dès le début de la Seconde Guerre mondiale, la navigation de ces appareils se faisait entièrement aux instruments de vol. L'adoption du radars embarqués naquit précisément durant cette période ce qui en améliora grandement l'efficacité. Le poids et l'encombrement des premiers radars embarqués requièrent également des appareils capables de les transporter, qui sont fréquemment des bimoteurs nécessitant un équipage de deux ou trois hommes (le pilote, le navigateur et l'opérateur radar), notamment des chasseurs lourds voire des bombardiers modifiés. L'évolution technologique permit plus tard l'équipement de tous les avions de chasse en radars, et le rôle de chasse de nuit ne nécessite plus la création d'avions spécifiques. Depuis les années 1980, les pilotes et équipages réalisant des opérations de nuit sont équipés de lunettes à amplification lumineuse (vision de nuit).

## Historique

### Premiers exemples
La chasse de nuit a débuté durant la Première Guerre mondiale mais n'avait pas été prévue avant son début puisque les vols de nuit étaient à la fois difficiles à effectuer et aussi inutiles. Les seules cibles qui auraient pu être attaquées de nuit avec succès avec une visibilité limitée étaient les villes, des cibles qui paraissaient alors inimaginables et pouvaient choquer l'opinion comme le bombardement par erreur de la ville suisse de Porrentruy en avril 1916. Cette attaque avait obligé les Suisses à déployer des vols de nuit pour intercepter les violations de l'espace aérien helvétique. L'état d'esprit général chez les belligérants était qu'une guerre rapide ne nécessitait pas d'attaques stratégiques.
Peu après l'entrée en guerre, le Royal Naval Air Service a bombardé de nuit les installations de production et les hangars des usines de Zeppelin à Cologne et Düsseldorf les 22 septembre 1914 et 8 octobre 1914 sans que les défenses présentes n'aient pu être efficaces. En octobre 1915, plusieurs avions B.E.2c (le fameux "Fokker Fodder") ont été modifiés pour devenir les premiers chasseurs de nuit. Les attaques contre les Zeppelin par le dessus avec des fléchettes et des petites bombes incendiaires se sont révélées inefficaces, c'est alors qu'une mitrailleuse Lewis armée de nouvelles munitions incendiaires, montée avec un angle de 45° pour tirer vers le haut, s'est montrée très efficace pour l'attaque des dirigeables par-dessous.

### Seconde Guerre mondiale
La Nachtjagd allemande est spécifiquement destiné à la défense du Reich contre les bombardements nocturnes alliés.

## Liste des chasseurs nocturnes

### Première Guerre Mondiale
Royaume Uni
- Royal Aircraft Factory B.E.2 Night fighter
- Sopwith Camel "Comic" Night fighter
- Sopwith 1½ Strutter Night fighter
- Supermarine Nighthawk (en)

### Seconde Guerre Mondiale
Allemagne
- Dornier Do 217J/N
- Focke-Wulf Fw 58N
- Focke-Wulf Ta 154
- Focke-Wulf Fw 189 A-1
- Focke-Wulf Fw 190 A-8/R11
- Heinkel He 219
- Junkers Ju 88C/G
- Messerschmitt Bf 110D/F-4/G-4
- Messerschmitt Me 262 A-1a/U2, B-1a/U1

Italie
- Fiat CR.42CN
- CANT Z.1018/CN "Leone"
- Caproni-Vizzola F-5/CN
- Reggiane Re.2001CN Serie I,II,III "Falco"

Japon
- Aichi S1A Denko
- Kawasaki Ki-45 KAIc
- Mitsubishi Ki-46-III KAI
- Mitsubishi Ki-109
- Nakajima C6N1-S
- Nakajima J1N1-S
- Yokosuka D4Y2-S
- Yokosuka P1Y1-S

Union soviétique
- Petliakov Pe-3
- Yakovlev Yak-9M PVO

Royaume Uni
- Boulton Paul Defiant NF I, NF IA et Mk II
- Hawker Hurricane Mk I, MkII
- Bristol Beaufighter
- Bristol Blenheim Mk IF, MkIVF
- de Havilland Mosquito NF series
- Fairey Firefly NF Mk 5

États-Unis
- Douglas P-70 Nighthawk
- Grumman F6F-3E/F6F-3N/F6F-5N Hellcat
- Lockheed P-38M "Night Lightning"
- Northrop P-61 Black Widow
- Vought F4U-2/F4U-4E/F4U-4N Corsair

France
- Mureaux 114/CN2
- Morane-Saulnier M.S. 408/CN
- Potez 631 C3/N

## Guerre de Corée et après
Canada
- Avro Canada CF-100

Royaume Uni
- de Havilland Mosquito NF 36/38
- de Havilland Sea Hornet NF 21
- de Havilland Vampire NF 10/54
- de Havilland Venom NF 2/2A/3/51/54
- Gloster/Armstrong-Whitworth Meteor NF 11/12/14
- Gloster Javelin

États-Unis
- Douglas F3D Skyknight
- Grumman F7F-1N/2N Tigercat
- Lockheed F-94 Starfire
- McDonnell F2H-2N/F-2H-4 Banshee
- McDonnell F-101 Voodoo
- North American F-86D/K/L Sabre
- Northrop F-89 Scorpion
- Vought F4U-5N/F4U-5NL Corsair/Goodyear FG-1E Corsair

France
- B-26N Invader (B-26C modifié équipé d'un radar AI Mk. X provenant d'un Gloster Meteor)[4]